# 窪田ミナ
窪田 ミナ（くぼた みな、2月5日 - ）は、日本の作曲家、編曲家、ピアニスト、音楽プロデューサー。

## 概要
福岡県生まれ。幼少よりピアノを始め、10代の頃には多くのピアノ演奏活動を世界中で行っている。英国王立音楽院、および同音楽院大学院作曲科および商業音楽科を卒業。主にイギリスで音楽活動を行う。2001年からは日本で劇伴や編曲、プロデュースなどで活動している。

## 主な作品

### アニメ
- カレイドスター （2003年、テレビ東京）
- ケロロ軍曹 （2004年、テレビ東京）※挿入歌作曲
- 神無月の巫女 （2004年、UHFアニメ）
- 京四郎と永遠の空 （2007年、UHFアニメ）
- 星の海のアムリ （2008年、OVA）
- フォトカノ （2013年、TBS）
- マクロスΔ（2016年）

### ドラマ
- マイリトルシェフ （2002年、TBS）
- R.P.G.〜作られた家族の秘密〜（2003年、NHK）
- 失われた約束 （2003年、関西テレビ）
- 14ヵ月〜妻が子供に還っていく〜（2003年、読売テレビ）
- トキオ 父への伝言（2004年、NHK）
- 農家のヨメになりたい（2004年、NHK）
- ミステリー民俗学者 八雲樹（2004年、テレビ朝日）
- 刹那に似てせつなく（2005年、TBS）
- 天国へのカレンダー（2005年、フジテレビ・関西テレビ）
- 女の一代記 瀬戸内寂聴（2006年、フジテレビ）
- 震度0 （2007年、WOWOW）
- 蒼い瞳とニュアージュ（2007年、WOWOW）
- ゴーストフレンズ（2009年、NHK）
- 隠蔽指令（2009年、WOWOW）
- 椿山課長の七日間（2009年、テレビ朝日）
- ゲゲゲの女房（2010年、NHK）
- 使命と魂のリミット（2011年、NHK）
- 恋愛ドラマをもう一度（2013年、LaLa TV）
- 隠蔽捜査（2014年、TBS）
- 変身（2014年、WOWOW）
- ラスト・ドクター〜監察医アキタの検死報告〜（2014年、テレビ東京）
- 山女日記～女たちは頂きを目指して～（2016年、NHK）
- イノセント・デイズ（2018年、WOWOW）
- 文豪少年!〜ジャニーズJr.で名作を読み解いた〜（2021年、WOWOW）

### 情報番組
- お元気ですか日本列島（NHK）
- いろ★ドリ（NHK鳥取放送局）

### ドキュメンタリー・教養番組
- 知る楽（NHK）
- 極める!（NHK）
- 歴史は眠らない（NHK）
- こだわり人物伝（NHK）
- 仕事学のすすめ（NHK）

### 映画
- 僕らのワンダフルデイズ （2009年）
- その夜の侍 （2012年）
- ももへの手紙 （2012年、アニメ映画）
- 葛城事件 （2016年）
- 劇場版マクロスΔ 激情のワルキューレ （2018年、アニメ映画）
- 海辺のエトランゼ （2020年、アニメ映画）
- 好きでも嫌いなあまのじゃく（2024年、アニメ映画）[1]

### ウェブ配信アニメ
- 泣きたい私は猫をかぶる（2020年、アニメ映画）

## ディスコグラフィー

### アルバム
- モーメント（2008年2月20日）
- 『ゲゲゲの女房』オリジナルサウンドトラック（2010年6月16日）
- 『ゲゲゲの女房』オリジナルサウンドトラック2（2010年9月15日）
- Crystal Tales（2011年11月21日）
- 映画『その夜の侍』オリジナル・サウンドトラック（2012年10月31日）
- 窪田ミナ NHK WORKS（2017年1月25日）
- Rain（2020年7月22日）

### 提供楽曲
1. 牧野由依「ウンディーネ」（2005年10月21日）
1.ウンディーネ
2. 牧野由依「ユーフォリア」（2006年4月26日）
1.ユーフォリア
3. 牧野由依「スピラーレ」（2008年1月23日）
1.スピラーレ
4. 「Til na nOg」演奏:松下奈緒
5. 坂本真綾「かぜよみ」（2009年9月16日）
1.Vento（エスペラントで風の意）
6. 清浦夏実「悲しいほど青く/虹色ポケット」（2009年10月21日）
  1. すぐそこに見えるもの
  2. 悲しいほど青く
7. 安野希世乃「フェリチータ/echoes」（2021年3月3日）、「A PIECE OF CAKE」（2022年7月27日）
  1. フェリチータ
8. 牧野由衣「エスペーロ」（2021年12月1日）、「あなたとわたしを繋ぐもの」（2022年10月5日）
  1. エスペーロ

### ピアノ演奏
- ARIA ～ピアノ・コレクション～ スタジオーネ -季節-（M-2,M-6,M-12,M-18）

## テレビ出演
- スタジオパークからこんにちは（2010年7月30日、NHK総合）ゲスト

## 備考
- エスペランティストでもあり、窪田が一部の挿入歌を担当したアニメ『ARIA The ORIGINATION』の第9話にルーミス・エテルネ（Lumis Eterne）という、一部エスペラント歌詞による挿入歌がある（但し、後半部は同じ歌詞の日本語訳詞版或いは原版、第9話にて、作中に登場するキャラクター「アリス・キャロル」の歌うカンツォーネとして使用された。勿論、作詞・作曲・編曲とも窪田による。歌唱はアリスの声を担当した、声優の広橋涼）。このほか “Mistera Feo” （旧称：Mistera Sonĝo en Arbaro）や坂本真綾への提供曲 “Vento” でもエスペラントによる作詞をおこなっている（事実上の、Mistera Feo のプロデューサーでもある）。